# Sonsonate
Sonsonate est une municipalité du Salvador, sur le fleuve Sensunapan. C'est le chef-lieu du département de Sonsonate et sa population était en 2006 de 110 501 habitants.
La ville fut fondée en 1552 sous le nom de Villa de la Santísima Trinidad de Sonsonate, d'après l'amérindien Zezontlatl, signifiant « les 400 sources ». Elle fut brièvement en 1834 la capitale des Provinces unies d'Amérique centrale, avant que celle-ci ne soit transférée à San Salvador. En 1824 elle reçut le titre officiel de ville, et fut désignée ville dirigeant.
Reliée par voie ferrée au port de Acajutla, elle est un des principaux centres manufacturiers du Salvador.